# 瞬く星の下で
「瞬く星の下で」（またたくほしのしたで）は、ポルノグラフィティの楽曲。2013年3月6日にSME Recordsより37作目のシングルとしてリリースされた。 

## 概要
前作『カゲボウシ』から約6か月ぶりのリリース。
表題曲はMBS・TBS系列全国ネット日曜午後五のテレビアニメ『マギ』のオープニングテーマに起用され、同アニメの主題歌として書き下ろされた。
本作は表題曲のほか、カップリング曲として、『マギ』の主題歌候補として書き下ろされた「極上ランディング」、前作「カゲボウシ」のときのデッドストック「むかいあわせ」、以上の2曲を収録。また、表題曲のアニメ仕様「瞬く星の下で ＜アニメVer.＞」も収録されている。これにより「Mugen」以来、28作ぶりに4トラックス構成となった。また、ポルノグラフィティのシングルにタイアップバージョンが収録されるのは本作が初めてであり、表題曲の別バージョンが収録されるのは、「今宵、月が見えずとも」以来となる(歌詞が違う形での収録は「サボテン」以来となる)。
リリース形態は、CDのみの「通常盤」、ビデオクリップを収録したDVDが付属した「初回生産限定盤」の2種類に加え、「期間生産限定アニメ盤」の3種となっている。アニメ盤はアニメ『マギ』の書き下ろしオリジナルイラストをCDジャケットと他の形態と歌詞カードとCDレーベルの異なるデザインでデジパック仕様になっている。3種形態でのリリースは、「Winding Road」以来16作ぶりである。ジャケットデザインがそれぞれ異なるのは初めてである。
表題曲について、作詞・作曲者である新藤晴一は、「新しい世界が作れたんじゃないかと思います。『マギ』はめくるめく世界を旅するようなイメージ。それを頭に入れて聴いてほしい」と述べている。また表題曲以外の曲を含めたシングル全体のイメージについて、「1曲目では緊張感、2曲目では疾走感、で、3曲目ではガラリと、オーガニックな雰囲気のある曲なので、全体を通していろんなポルノの世界を楽しんでもらえるのでは」と述べている。また、カップリングの2曲を手掛けた岡野昭仁は、「結果、タイプのまったく違う3曲になったので、それぞれ個性の強い曲になった」と述べている。なお、このシングルがデビュー15年目へ向けた、2013年第1弾シングルであることについて、メンバーは「15年目に大きな花火を挙げるための準備段階」とし、ライブやアルバムなど何らかを作り上げてゆくうえでの所信表明であることを示唆している。

## 収録曲
| #         | タイトル                      | 作詞・作曲 | 編曲                                    | 時間  |
| --------- | ----------------------------- | ---------- | --------------------------------------- | ----- |
| 1.        | 「瞬く星の下で」              | 新藤晴一   | 田中ユウスケ, 立崎優介, Porno Graffitti | 3:47  |
| 2.        | 「極上ランディング」          | 岡野昭仁   | 江口亮, Porno Graffitti                 | 4:10  |
| 3.        | 「むかいあわせ」              | 岡野昭仁   | tasuku, Porno Graffitti                 | 5:52  |
| 4.        | 「瞬く星の下で <アニメVer.>」 |            |                                         | 1:33  |
| 合計時間: | 合計時間:                     | 合計時間:  | 合計時間:                               | 16:17 |

| #  | タイトル                      | 作詞 | 作曲・編曲 | 監督     | 時間 |
| -- | ----------------------------- | ---- | ---------- | -------- | ---- |
| 1. | 「瞬く星の下で (Video Clip)」 |      |            | 清水康彦 | 4:04 |

## 楽曲解説
1. 瞬く星の下で
MBS・TBS系列全国ネット日曜午後五アニメ『マギ』第1期オープニングテーマ[注 1]
  - 緊張感の中に凛とした強さのあるメッセージが込められた、アップテンポのロックサウンド[4][10][6]。
  - テレビアニメ『マギ』のオープニングテーマとして書き下ろされた楽曲である[9][7][4][10][6]。なお、アニメのオープニングで流れているものは、本楽曲をアニメ用にさらにアレンジを加えたものとなっている[4][19](後述)。
  - 作詞・作曲を行った新藤曰く、タイアップ『マギ』のオープニングテーマであることや、テレビアニメが放映中というタイミングでリリースするシングルであることを意識して書き上げたという[4][6]。
  - スリリングな疾走感をまとった曲は、タイアップのオファーを受けた際、アニメ制作サイドから「ちょっとアップテンポで、スリリングな曲調のものを」というリクエストがあったことから、曲のテンポ感とグッとくるサビを念頭に置いた曲のひとつが元となっている[4][20][21][6]。また、アニメの主題歌ということで、聴く人は「ポルノのファンとは限らない」という違うゾーンの人たちにメッセージを訴えるべく、そうした人たちをターゲットとしたメロディーも意識したという[4][6]。
  - 曲の制作に取り掛かったのは2012年10月とのことで、ライヴツアー『12thライヴサーキット "PANORAMA×42"』の合間を縫って進められ、同月中には本楽曲の元となった曲が出来上がったという[4][21]。新藤は数パターンの中からチョイスしてもらったといい、また、新藤と同じく『マギ』の主題歌候補曲として何曲か書いていた岡野は、この曲の最初のデモを聴いた段階で、「この曲なら『マギ』にバッチリ合うと思った!」とのこと[4][6]。
  - 曲に対し、歌詞のほうは難産であったという[4][20][6]。従来と同じ手法[注 2]で最初に出来上がった歌詞は、本歌を入れトラックダウンまで行ったものの、完成形に「全然合ってない」「違うな」と感じ、スタッフと相談して「もう一度トライしてみるか？」と声をかけられたことから、再挑戦することにしたという[4][20][6]。そこから『マギ』の世界観に近づけてゆくため、原作漫画『マギ』の電子書籍版をiPhoneで数巻を読み[注 3]、『マギ』の世界観に気持ちを寄り添うようにしたまっとうな書き方で、一方で対象を特定しない感じで、歌詞を全て書き直したと述べている[4][20][6][22]。これは新藤の作詞活動においては、珍しいケースであったという[20][17][22][注 2]。そうして書き直した歌詞について、「最初のは全然ダメだったから、原作をしっかり読みこんで寄り添えた」「少年漫画だから十代の気持ちになるでなく、現代の今の自分の気持ちで描いた[注 4]ことで、結果的に良いものになった」と新藤は述べている[4][6][17]。
  - サビに乗せた「自分を信じること」へのメッセージ（問いかけ）は、「自分以上に自分のことを思ってくれる人ってほぼいない。だから自分でやるしかない」「物事に対するよしあしは時間の経過とともに変化してゆく」という新藤自身の想いを強く込めたものである[4][20][23]。タイアップの『マギ』が持つ「成長」という普遍的なテーマと結果的にマッチした、シンプルである分に強く響くメッセージになっている、という[4][6]。「瞬く星の下で」というタイトルにもそうしたメッセージ性が込められており、「運命的」な大切な瞬間に対して、受動的になって逃げてしまうのではなく、主体的にアクションを起こしていくことで、見上げた空に星がひとつあるだけでも世界は少し変わる、といった切実さと踏み出す勇気が込められている[20][6]。なお、歌詞の題材である「星」は、新藤自身が好きなものであり、また歌詞に登場する「荒野」は新藤自身の考え方や価値観に由来するものである[4][17]。
  - アレンジを手掛けたのは、田中ユウスケと立崎優介のタッグで、特に田中ユウスケは、サウンド・プロデュースを手掛けている[4][20][16][17]。新藤は、最初からアレンジは田中ユウスケにお願いするつもりだったとのことで、曰く、「田中君は、歌はもちろん映画やCMといったサウンドトラックなども手掛け、音だけで世界観を作るが上手い」、「引き出しが多く、曲の特徴を的確に捉えてアレンジをし、なおかつ、ポルノに新しいものを持ち込んでくれる」、また、岡野も「きっと、2013年バージョンを提示してくれる」という期待があった模様[4][20][23]。アレンジに関しては、新藤自身は特にリクエストはせず、作業現場でああだこうだ言いながら出た意見やアイディアを反映していったという[4][23]。結果、「『マギ』が持つ冒険感やキラキラした友情にマッチしたイメージとなった（新藤）」、「自分たちの求めていたグッと来る感じが引き出された（岡野）」といい、想像以上に『マギ』のオープニングにふさわしいものに仕上がったと述べている[4][16]。
  - 岡野は「希望が見えない、でも絶望だけでもない。今はそんなぼんやりした時代だ」と現代について触れたうえで、「今を生きる人たちはそんなぼんやりした空気を吸っていると思うので、この曲はメッセージは届いてくれると思う」と曲について述べている[10]。歌唱については、熱くなりすぎないように一歩引いたイメージで、どこかちょっと冷たい部分を持って歌っているという[10][16]。それにより、曲が持つメッセージや雰囲気、凛とした強さが説得力を持ち、また冷静な視点で状況を眺めながらメッセージを発信することで、自信を持ってもらえるよう、押しつけがましくない感じで歌っている、と述べている[10][16]。
  - MVの中で登場する紙吹雪のシーンは一発撮りで、本作で最も重要視されたシーンであるという[22]。
2. 極上ランディング
  - カラッと明るさが特徴の、疾走感あふれるアッパーチューン[10][23][16]。
  - 元々は『マギ』主題歌のオファーを受けて、岡野が書いた曲のひとつで、曲のコンセプトは、アニメ制作サイドからの「スリリングでシリアスでハイテンポなもの」というリクエストに応えたもの[10][23][16]。岡野は「あえて逆を書いていったというか」や「マイナーな曲のオーダーに対し、あえて逆にメジャーなカラッとした曲を提案してみようかな」といった発想、また、「曲を書く人間が（ポルノグラフィティには）せっかく2人いるのだから、いろんなパターンがあったほうがいいかなと思って書いてみた」という、ポルノグラフィティの強みを打ち出したことで発想から生まれた曲[10][23][16]。曰く、「アッパーな頑張るぞ的な曲になりました」[10]。
  - アレンジは『PANORAMA PORNO』や「9.9m2」でポルノグラフィティに大きな刺激を与えた江口亮が担当[10]。ちなみに、江口がアレンジを手掛けるたびに何か期待と旋律を感じてしまうというメンバー2人は、本楽曲でも「どんな曲になってくるのだろうか？」と笑けてたという[16]。詞曲を手掛けた岡野は「ライヴでの再現性」をリクエストしている[10]。曰く、曲の中にキメを作れる江口の妙技をライヴで実感し、「極上ランディング」も江口が手掛けることでライヴでは盛り上がる曲になるだろうと思ってお願いした、とのこと[10][16]。アレンジを江口に依頼したことについて、新藤は、「ギターフレーズをコラージュのように用いて特徴的なサウンドを生み出すことがうまい」と評している[10]。その一方で、新藤は「ギター1本で演奏できる、ストレートな曲にしてほしい」とリクエストしたところ、ライヴ映えするストレートなロックンロールの一面が引き出されたという[10][23][16]。仕上がって帰ってきた曲について岡野は、1コーラス目と2コーラス目の違いや期待以上のイレギュラーなキメ、どこからか持ってきたかわからないイントロのストリングスなどを挙げ、総じてトリッキーな江口のアレンジは作詞の面で良い化学反応になったという[23][16]。また、アレンジャーでありプレイヤーとして江口、加えて、複雑でイレギュラーなリズムで進行する曲の勢いを損なうことなくプレイしたターキー、2人の練習量とプレイを素晴らしいと称えている[23]。その一方で、岡野自身は歌うのが難しかった、という[16]。
  - 歌詞は、「夢を見ようと思ってもなかなか上手くいかず、くすぶっている日々[注 5]」「混沌とした現代―希望が見えない、でも絶望だけでもない。今はそんなぼんやりした時代」、そうした目の前にある難しい時代のどこへ着地（ランディング）するべきか？がテーマとなっている[10][16][23]。
  - インタビューで、岡野自身は、「押し寄せてくる時代に焦らず、例えば、部屋の中でウジウジ漫画を読む時間だって、夢のための準備期間（アイドリング状態）だと思えば…」という例えを用いている[10][23][24]。これは、長いツアーを経たポルノグラフィティ、また岡野自身の経験（「9.9m2」）から来るものでもあり、岡野は「（そう捉えることで）ちょっとでもましになる気がすると思う」「勇気を持つこともできるんじゃないか」と述べている[10][23][16][24]。
  - 岡野曰く「歌詞に登場する、独特な言い回しや印象的なフレーズは、江口のアレンジを受けたことで引き出された」と述べ[23]、熱いフレーズは勢いのあるテンションで歌うことを意識しているという[10]。また、コーラスとして挿入されているフレーズは、仮歌で入れたものをそのまま残したもので、当初の歌詞が夢を星に重ねるイメージして描かれていたことに由来する[10]。
3. むかいあわせ
  - アコースティックな世界観にアジア的なノスタルジーが漂い、どこか「和」を感じさせるメロディーが特徴のスローテンポのバラードナンバー[23][24]。
  - 前作「カゲボウシ」と同時期に作られた楽曲（デッド・ストック）であり、元々はテレビドラマ『つるかめ助産院〜南の島から〜』の主題歌候補として岡野が書き下ろした曲のひとつである[10][23][24]。そのためか、歌詞に用いられているフレーズや言い回し、楽曲の世界観の背景、スローテンポの曲調などは「カゲボウシ」に通じている[23][24]。
  - 楽曲が出来上がったのは2012年春頃で、本作に収録された3曲の中では、最初に出来上がっていた曲[10]。一方で、3曲の中では最後にレコーディングを行った曲であり、完成したのは2013年1月下旬から2月1日にかけてである[10][25]。岡野曰く「早いとこ世に出そう」という思いを持っていたところ、本作へ収録されることになったという[24]。
  - 歌詞は、自分自身の心と向かい合い、問い掛けることをテーマに書かれたものである[24]。心象風景を中心に描かれており、「誰しも持つ、自分の中にある、気付いていない自分」をコンセプトに、「向かい合うことで気付くことや生まれてくる感情、それはとても大切なことである」というメッセージが込められている[10][23][24]。岡野曰く、「自分カウンセリング」のような曲[23][注 6]。ちなみに、リリースに伴うインタビューにおいて、1曲目「瞬く星の下で」と2曲目「極上ランディング」が星つながりであることから、岡野は「どうせなら、3曲目（本楽曲）にも星って言葉を入れておけばよかった（笑）」と述べている[10]。
  - 現代ラウド・ロックが得意そうという岡野の個人的なイメージで、アレンジはtasukuに依頼したという[23][24]。結果は、tasukuの重厚かつ繊細なアレンジによって、叙情的な「和」の雰囲気を持つメロディーに、流れるように緩やかなフレーズが心地よいアレンジに仕上がっており[10][23][24]、岡野は「オーソドックスで普遍的なアレンジに感動した」という[23]。
  - 本楽曲では、主旋律のアコースティック・ギターを岡野が弾き、それに対して、新藤がエレキ・ギターを対になる形で弾いている[23]。
  - 歌唱面では、自分にやさしく語りかけるように歌うことを意識しているものの、自分に問いかけることの難しさ、ほかの曲に比べてキーが低めのため、レンジを広げて低音で歌うなどのチャレンジがあったという[18]。
  - リリースから11年後の2024年に行われたメジャーデビュー25周年記念ライブ「因島・横浜ロマンスポルノ'24 ～解放区～」でライブ初披露された。
4. 瞬く星の下で <アニメVer.>
  - 表題曲のアニメサイズ・バージョン。
  - アニメのオープニング向けに編集が施され、また歌詞の一部にアレンジが加えられている[4][19]。そうした違いについて新藤は、「意味自体は変えていないものの、言葉数の違いから表現にこだわったりオープニングテーマとして流れることを意識した」という[4][6][20][21]。
  - フルサイズ・バージョンとともに、新藤は「自分の中から絞り出したものなので、今までポルノを聴いてきてくれた人も、そうじゃない違うゾーンの人たちも、『マギ』で描かれる共感やリアリティ、そういうものを頭に入れて一緒に聴いてほしい[注 7]」といい[4][6][16][17][22]、また、岡野は「歌詞に込められたメッセージはもちろん、メロディもしっかりしていて、ポルノグラフィティがやっていくっていうのが出来ている曲」「アニメのタイアップということで、初めてポルノの曲を聴く人も多いと思う。ストレートな部分を多く持った曲なので、そういう方々にも届きやすくなっていると思います」と語っている[4][22]

## 収録作品

### アルバム
瞬く星の下で
- PORNOGRAFFITTI 15th Anniversary "ALL TIME SINGLES"
- "NIPPONロマンスポルノ'19〜神vs神〜" DAY2 (LIVE)
- THE BEST OF MAGI

### ライヴ映像作品
瞬く星の下で
- 12th LIVE CIRCUIT "PANORAMA×42" SPECIAL LIVE PACKAGE
- 13thライヴサーキット "ラヴ・E・メール・フロム・1999" Live in MARINE MESSE FUKUOKA
- Amuse Fes 2015 BBQ in つま恋 ～僕らのビートを喰らえコラ！～（『14thライヴサーキット "The dice are cast" Live in OSAKA-JO HALL 2015』収録）
- "NIPPONロマンスポルノ'19 〜神vs神〜" DAY2（『ポルノグラフィティ20th Anniversary Special Live Box』収録）

## クレジット
Porno Graffitti
- 岡野昭仁: Vocal, Chorus, Acoustic Guitar
- 新藤晴一: Guitars (Electric Guitar, Acoustic Guitar)

Guest Musicians
1. 瞬く星の下で
  - Sound Produced by 田中ユウスケ (agehasprings)
  - Drums: 玉田豊夢
  - Bass: スティング宮本
  - Programming & All Other Instruments: 田中ユウスケ (agehasprings), 立崎優介 (Q;ltd)
  - Strings Arranged by 岡村美央
  - Strings: 岡村美央ストリングス
  - Recorded by 小森雅仁 (bridge house inc.)
  - Mixed by 松本靖雄 (ZewQ)
  - Assisted by 鶴田真之, 島田枝里花 (ABS RECORDING)
2. 極上ランディング
  - Drums: ターキー
  - Bass: 高間有一
  - Viola: 田中詩織
  - Programming & All Other Instruments: 江口亮 (Stereo Fabrication of Youth)
  - Recorded by 奥田裕亮, 野口素弘 (Sony Music Studio Tokyo)
  - Mixed by 齊藤隆之
  - Assisted by 春雅之 (Sony Music Studio Tokyo)
3. むかいあわせ
  - Drums: 玉田豊夢
  - Bass: 山口寛雄
  - Programming & Other Instruments: tasuku
  - Strings Arranged by tasuku & 門脇大輔
  - Strings: 門脇大輔ストリングス
  - Recorded & Mixed by 山内 "Dr." 隆義 (gogomix@)
  - Assisted by 奈良美幸 (NSJ)

その他
- Studio Coodination: 島田直子 (VICTOR STUDIO), 小海美菜 (bridge house inc.), 花田由美 (Sony Music Studio Tokyo), 相川洋一(SOUND INN), EVE Studio

- M-3 Strings Coodination: 加藤迅 (Face Music)
- Instruments Technician: 杉山一也 (ビッグボートスピリット)

- Mastered by 酒井秀和 (Sony Music Studio Tokyo)
- Produces by 田村充義 (tmf)

- Art Direction: 奥谷康裕 (SMC)
- Design: 米澤潤 (SMC)
- Photography: 羽田誠 (小池事務所)
- Styling: 清水勇一
- Hair & Make: しぶやまさこ (Vitamins)
- Prop: TRY2

- DVD 「瞬く星の下で (Video Clip)」 Directed by 清水康彦

## リリース一覧
| 日本 | 2013年2月10日 |                        | | |
| 日本 | 2013年2月10日 | 着信メロディ（着信音） | - 「瞬く星の下で」 - 「瞬く星の下で」メロディ                                                                                 | - レコチョク - アミュモバ - dwango.jp                                                                          |
| 日本 | 2013年2月10日 | 着うた（着信音）       | - 「瞬く星の下で」頭サビVer. - 「瞬く星の下で」2サビ～Gt solo Ver. - 「瞬く星の下で」ラストサビ～Ending Ver.                  | - レコチョク - sony music sound - アミュモバ - music.jp - JOYSOUND - dwango.jp - オリコン - mu-mo - ビルボード |
| 日本 | 2012年3月6日  | 着うた（着信音）       | - 「極上ランディング」頭サビVer. - 「極上ランディング」ラストサビVer. - 「むかいあわせ」AメロVer. - 「むかいあわせ」1サビVer. | - レコチョク - sony music sound - アミュモバ - music.jp - JOYSOUND - dwango.jp - オリコン - mu-mo - ビルボード |
| 日本 | 2012年3月6日  | 着うたフル(R)          | 「瞬く星の下で」 | - レコチョク - sony music sound - アミュモバ - music.jp - JOYSOUND - dwango.jp - オリコン - mu-mo - ビルボード |
| 日本 | 2012年3月6日  | CD+DVD                 | 『瞬く星の下で』 -初回生産限定盤- (SECL-1292/1293)                                                                            | SME Records |
| 日本 | 2012年3月6日  | CD                     | 『瞬く星の下で』 -期間生産限定アニメ盤- (SECL-1295)                                                                           | SME Records |
| 日本 | 2012年3月6日  | CD                     | 『瞬く星の下で』 -通常盤- (SECL-1294)                                                                                         | SME Records |

## 参考資料
書誌
- もりひでゆき「Porno Graffitti 瞬く星の下で」『Monthly Music Magazine PATi PATi 2013年3月号（VOL.339）』第29巻第3号、エムオン・エンタテインメント、2013年2月9日、061-063頁、JAN 4910075550330、雑誌 07555-03。
- 藤井美保「COVER SPECIAL ポルノグラフィティ 5大企画でシングル「瞬く星の下で」とふたりの素顔に迫る!」『WHAT's IN?[ワッツイン] 2013年3月号（No.309）』第26巻第3号、エムオン・エンタテインメント、2012年2月14日、012-031頁、JAN 4910198550330、雑誌 19855-03。
- 前原雅子「新曲「瞬く星の下で」ロングインタビュー! ポルノグラフィティ 君と僕の物語 ―人気アニメ『マギ』のオープニング曲、37thシングル「瞬く星の下で」リリース!―」『バックステージ・パス B-PASS 2013年4月号（419号）』第29巻第4号、シンコーミュージック・エンタテイメント、2012-23-27、48-59頁、JAN 4910175570436、雑誌 17557-04。
- 飯島健一「新曲で“らしさ”全開!! ポルノグラフィティ -新曲はアニメ主題歌! “らしさ”全開ソングを語る!! 僕らは瞬く星の下で　ポルノグラフィティ-」『オリ★スタ 2013年3月18日号』第35巻第10号、オリコン、2012年3月18日、44-49頁、JAN 4910219630423、雑誌 21963-3/18。

公式サイト・作品
- love up! スタッフ (2013年2月28日). “2013.2.28-Release- 3/6（水） 37thシングル「瞬く星の下で」リリース決定！”. 　Information.   SONY MUSIC. SME Records, AMUSE. 2013年3月6日閲覧。
- ポルノグラフィティ／PornoGraffitti (2013年1月15日). “2013年のポルノグラフィティ第1弾シングルリリース情報！”. Google+.  Google. 2013年1月6日閲覧。
- Sony Music Online Japan (2013年3月6日). “ポルノグラフィティ 瞬く星の下で 【初回生産限定盤】”. 　ポルノグラフィティ.   SONY MUSIC. SME Records,. 2013年3月6日閲覧。
- Sony Music Online Japan (2013年3月6日). “ポルノグラフィティ 瞬く星の下で 【期間生産限定アニメ盤】”. 　ポルノグラフィティ.   SONY MUSIC. SME Records,. 2013年3月6日閲覧。
- Sony Music Online Japan (2013年3月6日). “ポルノグラフィティ 瞬く星の下で 【通常盤】”. 　ポルノグラフィティ.   SONY MUSIC. SME Records,. 2013年3月6日閲覧。
- SME Records Inc.、ポルノグラフィティ「ジャケット」『瞬く星の下で』、SME Records Inc.、日本、2013年。, SECL-1292〜1293

その他の関連ウェブサイト
- love up! スタッフ/マネージャーK/マネージャーN (2013年3月6日). “PornoGraffitti Official Site”. StaffReport.   SONY MUSIC. SME Records, AMUSE. 2013年3月6日閲覧。
- PROJRCT-MAGI (2012年12月9日). “『マギ』公式サイト”. 　MUSIC.  大高忍/小学館・マギ製作委員会・MBS. 2013年3月8日閲覧。
- ORICON STYLE (2012年3月6日). “瞬く星の下で（初回生産限定盤）”. オリコン芸能人事典.  オリコン. 2013年3月8日閲覧。

非成文情報
- 出演：新藤晴一(G) (28 January 2013). "ポルノグラフィティ ギター新藤晴一のカフェイン11". カフェイン11. bayfm。